# Rewolwer Colt King Cobra
Colt King Cobra – amerykański rewolwer kalibru .357 Magnum produkowany pod koniec XX wieku przez firmę Colt Inc. Firearms Division.
W 1986 roku firma Colt obchodziła 150-lecie istnienia. Wśród modeli wprowadzonych do produkcji  w tym roku miał znaleźć się nowy rewolwer kalibru .357 Magnum. Nowy wzór miał zastąpić w ofercie firmy  rewolwer Trooper Mk V. King Cobra pod względem mechanicznym była identyczna z rewolwerem który miała zastąpić, ale całkowicie zmienił się wygląd zewnętrzny rewolweru.
King Cobrę wyposażono w długa osłonę rozładownika, oraz żebro usztywniające (na górnej powierzchni). W ten sposób nowy rewolwer upodobnił się do sztandarowego rewolweru Colta Pythona. Ponadto King Cobrę wyposażono w nastawny celownik oraz jednoczęściową okładkę rękojeści firmy Pachmayr.
Strajki w zakładach Colta opóźniły rozpoczęcie produkcji i King Cobra znalazła się na rynku w drugiej połowie 1986 roku. Rewolwer był oferowany jako broń do samoobrony (z lufa długości 2,5 cala), służbowa (z lufami 4 i 6 cali) oraz myśliwska (6 i 8 cali). Dostępne były wersje oksydowane i wykonane ze stali nierdzewnej.
W 1994 roku Colt ograniczył liczbę oferowanych wersji King Cobry. Od tego roku produkowano ten rewolwer wyłącznie w wersji ze stali nierdzewnej, z lufami 4 i 6 calowymi.
Produkcję rewolweru Colt King Cobra zakończono w 1999 roku.

## Opis
Colt King Cobra był bronią powtarzalną. Szkielet jednolity. Bęben nabojowy odchylany na lewą stronę. Mechanizm uderzeniowy kurkowy, z samonapinaniem. Sprężyna uderzeniowa spiralna.
King Cobra była zasilana z sześcionabojowego bębna nabojowego. Łuski z bębna były usuwane przez rozładownik gwiazdkowy po wychyleniu bębna ze szkieletu.
Lufa gwintowana.
Przyrządy celownicze mechaniczne regulowane (muszka i szczerbinka).